# Moftin
Moftin è un comune della Romania di 4 208 abitanti, ubicato nel distretto di Satu Mare, nella regione storica della Transilvania. 
Il comune è formato dall'unione di 7 villaggi: Domănești, Ghilvaci, Ghirolt, Istrău, Moftinu Mare, Moftinu Mic, Sânmiclăuș.
La sede amministrativa è ubicata nell'abitato di Moftinu Mic.